# 4-フルオロイソブチリルフェンタニル
4-フルオロイソブチリルフェンタニル（英：4-Fluoroisobutyrylfentanyl、4-FIBF、p-FIBF）は、ブチルフェンタニルの類縁体であり、4-フルオロブチルフェンタニルの構造異性体であるオピオイド鎮痛薬であり、デザイナードラッグとしてオンラインで販売されている。ヒトμ-オピオイド受容体に対するEC50が4.2 nMである4-フルオロフェンタニルと密接な関連がある。4-フルオロイソブチリルフェンタニルは高選択的μ-オピオイド受容体アゴニストであり、その鎮痛効果はモルヒネで報告されている鎮痛効果の約10倍である。

## 副作用
フェンタニル類縁体の副作用はフェンタニルそのものの副作用と類似し、痒み、吐き気、死に至る可能性のある重篤な呼吸抑制などがある。フェンタニル類縁体は、2000年代初頭にエストニアで使用が再開されて以来、ヨーロッパと旧ソビエト連邦の全域で数百人の死者を出しており、新規の誘導体も出現し続けている。

## 合法性
4-フルオロイソブチリルフェンタニルは、アメリカ合衆国ではスケジュールI薬物である。イギリスではクラスA薬物。カナダではスケジュールI薬物である。